# NGC 1519
NGC 1519 é uma galáxia espiral barrada (SBb) localizada na direcção da constelação de Eridanus. Possui uma declinação de -17° 11' 34" e uma ascensão recta de 4 horas, 08 minutos e 07,2 segundos.
A galáxia NGC 1519 foi descoberta em 2 de Janeiro de 1878 por Ernst Wilhelm Leberecht Tempel.